# Karolina Miljak

Karolina Miljak (Zenica, 14. studenoga 1950. – Zagreb, 9. siječnja 2022.), bila je hrvatska redovnica, voditeljica Ureda za pastoral Roma u Hrvatskoj, članica družbe Klanjateljica Krvi Kristove.
U rodnoj Zenici pohađa osnovnu školu, a Gimnaziju »Tin Ujević« u Zagrebu. Sa sedamnaest godina stupa u družbu Klanjateljica Krvi Kristove te prve zavjete polaže na Veliku Gospu 1970. Bogoslovlje započinje studirati na Katoličkom bogoslovnom fakultetu u Zagrebu, a diplomira na papinskom sveučilištu »Gregoriana« u Rimu. Po povratku iz Italije bila je katehistica u Kutini, gdje započinje pastoralni rad s romskom zajednicom, koji joj je 1987. odlukom Hrvatske biskupske konferencije povjeren za stalno. U svomu pastoralu djelovala je u svim romskim naseljima u Hrvatskoj, ali i u europskim kampovima u Parizu, Rimu i Barceloni. Bila je izabrana u Upravu Međunarodnoga katoličkoga odbora za Rome u Belgiji, kasnije u Francuskoj, gdje do kraja života obnaša dužnost izaslanice (delegatkinje) papinskoga Vijeća za migracije. Sudjelovala je u uspostavi Romske odgojne zajednice (ROZ) zajedno s dr. Nevenom Hrvatićem. Utemeljila je i održavala susrete romskih djevojčica REKOD (»Romi, evangelizacija, katehizacija, odgoj, duhovnost«) te organizirala četiri međunarodna susreta pastoralnih djelatnika među Romima u Zagrebu, Tuheljskim Toplicama i Trogiru. Bila je članica uredništva Romskoga glasa, lista Udruženja Roma Hrvatske.
Preminula je početkom 2022., u 52. godini redovničkih zavjeta, a sprovodne obrede predvodio je nadbiskup Đuro Hranić u zajedništvu s predsjednikom Odbora HBK-a za pastoral Roma Božom Radošem, koji je predslavio misu zadušnicu u trešnjevačkoj crkvi sv. Josipa, u kojoj je godinu prije euharistijskim slavljem proslavila zlatni redovnički jubilej.
Djela
- zastupljena u: Hrvatić, Neven (gl. ur.): Odgoj i izobrazba djece Roma u Hrvatskoj : zbornik radova [Savjetovanja Odgoj i obrazovanje Roma u Republici Hrvatskoj, Macinec, 25. studenoga 1994.] = Education and upbringing of Romany children in Croatia : collection of papers = Edukato thaj sikhibe ko chave Romanes andi Horvatija : kotar o mothaibe, Savez udruženja Roma Hrvatske: Virovitica, 1994.
- Jedno drzewo, liczne gałęzie, jedno ziarno : przygoda Adoratorek Krwi Chrystusa = Jedno stablo, puno grana, jedno sjeme : neobično putovanje Klanjateljica Krvi Kristove, 2000. (prijevod na hrvatski)[4]
- Pa kalje Dimizouluj : kenvija da anvacala da Dimizou = Na Božjem putu : moj mali vjeronauk, Glas Koncila: Zagreb, 2005. ISBN 953-2410-23-6 (prevoditelj na romski bajaša jezik Dragan Ignac)
- Pe Devlesko drom : majangluno devlesko sičipe = Na Božjem putu : moj mali vjeronauk, Glas Koncila: Zagreb, 2005.  ISBN 	953-2410-22-8 (prevoditelji na romski lovara jezik Goran i Slađana Đurđević)